# مودومباي ناراسيمان
مودومباي ناراسيمان (بالإنجليزية: M. S. Narasimhan)‏ (و. 1932  م) هو رياضياتي من الهند، والراج البريطاني، هو عضوٌ في الجمعية الملكية.

## التعليم
تعلم في مؤسسة تاته للبحوث الأساسية، وتعلم في جامعة مدراس.

## جوائز
حصل على جوائز منها:
- جائزة إتش كاي فيروديا [الإنجليزية]‏ (2013)
- جائزة الملك فيصل العالمية في العلوم (2006)
- ميدالية سرينفاسا أينجار [الإنجليزية]‏ (1988)
- جائزة أكاديمية العلوم العالمية  [لغات أخرى]‏ (1987)
- جائزة شانتي سواروب بهاتناغار للعلوم والتقانة (1975)
- بادما بوشان في العلوم والهندسة ‏
- زميل في الجمعية الملكية